# 逓信省営繕課
逓信省営繕課（ていしんしょうえいぜんか）は、日本の明治期から戦前と戦中にかけて、郵便･電信･電話の各事業を管轄していた逓信省において局舎等の施設を設計担当していた官僚の建築技師集団。内匠寮、大蔵省営繕管財局とともに、時代をリードする個性溢れる建築家を多く擁していた。
また分離派の山田守らや彼らの先輩格である岩元禄らが在籍し、往時の建築設計に纏わる逸話なども含め大正から昭和年代の建築史の中でよく知られる事柄となっている。そしてこの逓信省営繕は質の高い標準設計を生み出しているが、日本を代表する建築家とともに多くの優秀な設計者が作品を残した事実が知られている。
こうして生み出された建築は、逓信建築と総称されている。
逓信省は、つねに時代の最前線の課題にかかわったこともあり、若いスタッフに常に新しく自由な発想をもとめ、その伝統は後継組織の戦略等にも引き継がれている。

## 概要
1871年（明治4年）の日本の近代郵便制度開始とともに、全国各地に郵便役所（現在の郵便局）等が設置される。これらの庁舎は当初民間から江戸期の建物を借り上げて使用するほか、大蔵省の営繕寮や工部省の営繕局の管轄の技師によって建築されたものを使用していた。
1885年、逓信省発足以降は、翌年の1886年には会計局に用度課用度係を設置し営繕事務を掌握、この係に発足2年後の1987年（明治19年）に佐立七次郎、吉井茂則らを逓信四等技師として雇い営繕組織が形成されていく。以後、それらの業務施設のほとんどを内部の営繕職員（技師）たちによって設計され、建てられていく。
1902年には総務局会計課に営繕係を、1903年には経理局に営繕課を設置。
以来、逓信省から後進の電電公社や郵政省まで、この組織の建築設計に携わった人たちの中からは、近・現代の建築史に名を連ねる建築家が輩出している。
この経理局営繕課は1910年に大臣官房経理課調度係に吸収されるが、1913年には経理局が復活し再び営繕課となっている。以降1942年に総務局に組織変更され、1943年に逓信省が逓信院になると工務局、1946年には総裁官房に設置された。
戦後は、戦時中に被災した逓信事業関係施設の復興促進のために、営繕機構を再編成することとなる。1946年（昭和21年）1月31日の逓信院官制の改正に際して、それまで営繕を担当してきた工務局営繕課や各課の営繕係を廃止し、営繕部を新設した。当初は大臣官房の一部として設置されたが、4月1日に独立の部として再設置された。営繕部は国有財産および営繕に関する事項を管掌し、部内に管財・設計・施行の3課が置かれた。1949年（昭和24年）6月1日、逓信省が郵政省と電気通信省とに分割されると、それぞれ大臣官房に建築部が置かれた。

## 特徴
建築の文化や文明とともに国家の中枢を省が担うというところからこの省にエリートな建築家が集まっていった。逓信省では技師らの高等官と、製図工の雇員とは、食堂も便所も異なっていたという。逓信省で技師と雇員とは、技師が原図をかき、それを製図工がトレーシングペーパーにそのとおり烏口で非常に精密な図面をトレースしていくという関係であった。そして技師は国の政策を担っているつもりで当時の近代建築運動にも共感を示し、日本の近代建築におけるひとつの軸を形成したことが知られている。大きな政府の強い政策のもとに結集したある種のエリート集団であることでことのほか自由な思想が保障されていたので、組織の論理に従うのではなく自分の価値観そのものが時代と国を映し出すのであり、信念を表現することが社会のためになる、という確信を持ちえるエリートが存在しえた状況であった。
こうして、佐立、吉井以降も特に内田四郎、渡辺仁らが加わってからは、逓信建築は彼らが切り開いた大正期のモダニズムの時代にふさわしい建築へと発展した。その後も三橋四郎が1889年に、大島三郎が1917年に、岩元禄と森泰治が1918年に、吉田鉄郎が1919年に、山田守と中山広吉が1920年に入省してくる。そこは官庁営繕というより自由な建築デザインの揺籃がみられ、特に1910年代は黄金時代の始まりとみられている。内田祥三もまた当時、その自由な空気と、設計能力の高いスタッフが集まっていたことを証言しており、後に子息内田祥哉が後進の電電公社に入社している。1910年代前半期にあたる明治後期の逓信建築は、この当時、同省の営繕課は工部大学校5期生の吉井を課長に、吉井の師でもある英国人建築家ジョサイア・コンドルの下で建築学を学んだ奥田象三、工部大の後進である帝大からは大正末期に同省の営繕課長を務める内田らが加わり錚々たるメンバーがそろい、山口県下関市の旧南部町郵便局(設計：三橋四郎、明治33年築)、京都市中京区の旧京都郵便電信局(設計：吉井茂則＋三橋四郎、明治35年築)など、繊細なデザインのルネサンス様式の建築を発表していく。このころの営繕課は、東京・京橋の木挽町(現在の銀座8丁目)に、逓信省の本館(明治43年築、煉瓦造2階建)を新たに竣工させ、課としては充実期を迎えた頃とみられている。
そして大正中期から昭和初期の1910年代後半期はモダニズムスタイルの作品で多く知られるが、明治期から帝大卒などのエリート建築家を擁し、建築界の第一線を牽引してきた営繕組織と化した当時の営繕課は、内田課長以下、技師6名、技手47名、その下に山口文象らの製図工がおり、官庁営繕組織の中でもかなりの大世帯となっている。課長の内田に、当時既に係長を務めていた和田信夫が設計全般の実際を総括と言われ、構造・施工を大島三郎が担当し、竹富英一が当時専ら施工を担当していたと言われている。設計の実動は和田の下に吉田や山田らが配され、さらに当時若手の中山、上浪朗らが支えるという構成であったと見ることができるという。
また長期の海外視察が可能で、山田は1929年に海外出張し、CIAM第2回大会に出席しメンデルゾーンに会い、吉田鉄郎は、東京中央郵便局（1930年）の完成をまって、1931年に1年間にわたる海外旅行にでかける。そして近代建築運動をその目で目撃するのみならず、日本建築を英語で海外に紹介する文献を執筆するなど、日本の近代建築史にとって大きな存在となっていった。
1930年代、逓信省はインターナショナルスタイルを嚆矢とした進歩的な合理主義建築を展開した。当時東洋趣味など様式規定された美術館や植民地総督府の建築では反動的な地域主義的建築が展開されることで、省庁縦割りが建築スタイルにも反映されていた。日本の合理主義は、省庁の壁によってなしえられていた。雇員であった山口文象もまた逓信省技手たちを結集して「創宇社建築会」を設立して、建築運動をはじめたが、下級技師であることの矛盾からはじまったいわゆる社会的意識に根ざしたものでもあった。逓信省経理局営繕課の製図工として雇われた山口は、山田守に出会ったことで、その後の人生に大きな展開をもたらしたという。
『電信電話事業史』第5巻によると、建設工事の厳正な施工を追及して大正14年には営繕課に見積係・仕様係・構造係を設け分業による専門化を進め、工事監督の配置も鉄筋コンクリート造については工事費5万円につき1名、木造については2万円につき1名、つまり800坪程度の規模につき4名を基準として今日よりみればはるかに潤沢な配置であり、工期も現在10ヶ月に相当するものを．12ヶ月から13ヶ月かけて仕上げるなど、入念な施工によって設計の意図するところにこたえた、と記している。
内田祥哉は戦後日本のデザイン×ビルドの展開において、逓信の設計は時代の先端を切っていながら実用性があり安全性が高く間違いがないというものであったが、そのころの逓信省には吉田や山田とは違うタイプの建築スタッフも大勢いており、日本中の小さな電話局を設計していたという。実際の設計のやり方として、1チーム3人くらいで、係長が200分の1のプランを作成し、エレベーションも同じ縮尺で描く、それをスタッフが実際の設計図へと描きなおすというスタイルであり、大規模な建築設計事務所のそれとそれほど違ったやり方ではなかったといい、ただし基本的に違うのは一般の建築設計事務所は予算はもたず、オーナーから予算をもらってその範囲で仕事をするが、逓信省営繕課は自己の組織がオーナーであり、目的に応じて予算配分まで押さえていたという。
逓信省の営繕が一般の事務所と根本的に違っていたのは、予算をもっており、営繕部が直接年度予算を獲得して、各電話局の予算に配分しており、特別な電話局を作りたいときは営繕にお願いに来るような形式で、内田が入省した当時は中田亮吉や小坂秀雄が担当していたという。営繕部が建築主であり、戦前は役所がそれ以上に強い権力を持っていたとして、その中の日本で建築家たちが育っていったいうことが知られている。